# Dimas Teixeira
Dimas Manuel Marques Teixeira (* 16. února 1969 Johannesburg) je bývalý portugalský fotbalista narozený v Jihoafrické republice. Nastupoval především jako obránce. Portugalsko reprezentoval v letech 1995–2002, ve 44 zápasech. Získal s ní bronz na mistrovství Evropy 2000, krom toho se zúčastnil mistrovství Evropy 1996. Na klubové úrovni dosáhl největších úspěchů s Juventusem Turín, s nímž si zahrál finále Ligy mistrů 1997/98 a dvakrát se stal mistrem Itálie (1996–97, 1997–98). Se Sportingem Lisabon se stal mistrem Portugalska (2001–02). Hrál za Académicu Coimbra (1987–1990), Estrelu Amadora (1990–1992), Vitórii Guimarães (1992–1994), Benficu Lisabon (1994–1996), Juventus (1996–1998), Fenerbahçe Istanbul (1998–1999), Standard Lutych (2000) a Sporting Lisabon (2000–2002; při tom hostování v Olympique Marseille).